# Oncocnemis sectilis
Oncocnemis sectilis là một loài bướm đêm trong họ Noctuidae.